# Podeni (okręg Kluż)
Podeni (węg. Székelyhidás sau Hidás) – wieś w Rumunii, w okręgu Kluż, w gminie Moldovenești. W 2011 roku liczyła 486 mieszkańców.